# Apamea cogitata
Apamea cogitata là một loài bướm đêm thuộc họ Noctuidae. Nó được tìm thấy ở Newfoundland tới British Columbia và Northwest Territories, plus adjacent parts của Hoa Kỳ, phía nam ở phía tây đến California.
It was formerly considered to be a subspecies của Apamea dubitans.
Sải cánh dài khoảng 40 mm. Con trưởng thành bay từ tháng 6 đến tháng 9 tùy theo địa điểm. Có một lứa một năm.
Ấu trùng có thể ăn nhiều loại cỏ.